# Белявщина (Могилёвская область)
Беля́вщина — деревня в составе Вендорожского сельсовета Могилёвского района Могилёвской области Республики Беларусь.

## Географическое положение
Ближайшие населённые пункты: Вендорож, Атнянка, Воротынщина, Корчёмка.

## История
Упоминается в 1654 году как фольварк в составе имения Княжицы в Оршанском повете ВКЛ при его передаче лидским хорунжим Яном Курчем с супругой Барбарой (из Друцких-Соколинских) (унаследовавшей Княжицы от первого мужа, князя Юрия Головчинского) в заклад Герониму Бучацкому-Творовскому.